# No - I giorni dell'arcobaleno
No - I giorni dell'arcobaleno (No) è un film del 2012 diretto da Pablo Larraín.
La pellicola è l'adattamento cinematografico dell'opera teatrale El Plebiscito di Antonio Skármeta.

## Trama
1988. Augusto Pinochet, da quindici anni dittatore del Cile, di fronte alle pressioni internazionali è costretto a chiedere un referendum sulla sua presidenza. I leader dell'opposizione convincono un giovane e sfacciato pubblicitario, René Saavedra, a guidare la loro campagna. Inizialmente René deve fronteggiare i contrasti interni presenti nella stessa opposizione: per molti di loro il referendum è solo un'occasione per mostrare gli orrori commessi dal regime e non c'è fiducia nella vittoria. Con poche risorse e un controllo costante da parte del Ministero, Saavedra e il suo team elaborano un piano audace con lo spot Chile, la alegría ya viene allo scopo di ottenere consensi attraverso un messaggio di speranza, in totale contrasto alle modalità con cui la campagna del NO stava per essere gestita. Ciò ovviamente porta malcontento all'interno dell'opposizione e alcuni membri decidono di andarsene, disgustati da quello che a loro sembra un vergognoso tentativo di sminuire i crimini della dittatura. Per René la faccenda diventa anche una sfida personale quando scopre che a dirigere la campagna del SÌ è Lucho, il suo capo e amico.
La campagna di propaganda si svolge in 27 notti, in cui ogni fazione ha 15 minuti per rappresentare il suo spot. Da quel punto, la campagna del NO ottiene sempre più consensi, sia dagli artisti cileni che da molte altre figure artistiche straniere, tra cui Jane Fonda e Christopher Reeve. La campagna del SÌ invece, dopo una buona partenza iniziale, senza personalità creative a supportarla subisce un notevole calo di qualità, riducendosi a sequenze in cui sono mostrati i benefici economici portati dal regime fino a parodiare la campagna del NO, venendo perciò dichiarata pesante e inefficace dagli stessi comandanti della dittatura.
Il giorno delle elezioni c'è grande paura: un sondaggio iniziale dà il SÌ in forte vantaggio mentre la polizia incaricata di sorvegliare il palazzo del NO viene fatta lasciare la postazione e nell'edificio avviene un black-out, ma i capi intuiscono che è solo l'ennesima intimidazione. Quando la luce ritorna ci sono i risultati: 43,04% per il SÌ e 53,68% per il NO, la dittatura è finita. René torna a lavorare con Lucho come pubblicitario mentre un nuovo Cile prende forma.

## Produzione
Il film è interamente girato in formato immagine 4:3, con una qualità delle riprese volutamente bassa, in modo da ottenere un maggiore coinvolgimento del pubblico e ridurre il contrasto tra le scene girate e le immagini di repertorio (filmati originali della campagna del SI come di quella del NO ed i notiziari del tempo), alle quali si fa frequente ricorso nella pellicola.

## Promozione
Il primo trailer esce il 14 settembre 2012.

## Distribuzione
Il film viene presentato durante la 65ª edizione del Festival di Cannes, il 18 maggio 2012, al Festival del film Locarno l'8 agosto, all'Hamburg Film Festival il 30 settembre ed al New York Film Festival il 12 ottobre.
Il film esce nelle sale cinematografiche cilene il 9 agosto 2012, mentre in Italia viene distribuito a partire dal 9 maggio 2013.

## Accoglienza

### Critica
Nel dicembre 2019, i critici di BadTaste.it posizionano la pellicola al quarantaquattresimo posto dei cinquanta migliori film dal 2000 al 2019.

## Riconoscimenti
- 2013 - Premio Oscar
  - Candidatura per il miglior film straniero
- 2012 - Festival di Cannes
  - C.I.C.A.E. Award a Pablo Larraín
- 2013 - Festival del Cinema di Frontiera
  - 2Miglior film
- 2012 - Festival internazionale del cinema di Abu Dhabi
  - Migliore attore a Gael García Bernal
  - Candidatura al miglior film
- 2013 - Premio Ariel
  - Candidatura al miglior film ibero-americano
- 2014 - Premio Chlotrudis
  - Candidatura al migliore attore a Gael García Bernal
  - Candidatura alla miglior scenografia
- 2014 - Georgia Film Critics Association
  - Miglior film straniero
- 2012 - BFI London Film Festival
  - Candidatura al miglior film
- 2014 - Havana Film Festival
  - Miglior film straniero
- 2012 - Locarno Festival
  - Candidatura al Variety Piazza Grande Award
- 2012 - National Board of Review of Motion Pictures
  - Miglior cinque film stranieri dell'anno
- 2014 - Premio ACE
  - Migliore regia a Pablo Larraín
- 2014 - San Diego Film Critics Society Awards
  - Candidatura al miglior film straniero
- 2012 - São Paulo International Film Festival
  - Premio del pubblico al miglior film straniero
- Tokyo International Film Festival
  - 2012 - Candidatura al miglior film straniero